# Yunaika Crawford
Yunaika Crawford Rogert (ur. 2 listopada 1982 w Marianao) – kubańska lekkoatletka specjalizująca się w rzucie młotem, dwukrotna uczestniczka letnich igrzysk olimpijskich (Ateny 2004, Pekin 2008), brązowa medalistka olimpijska z Aten w rzucie młotem.

## Sukcesy sportowe
- dwukrotna mistrzyni Kuby w rzucie młotem – 2005, 2006[1]

| Rok  | Miasto              | Zawody                                   | Konkurencja | Wynik         |
| ---- | ------------------- | ---------------------------------------- | ----------- | ------------- |
| 1998 | Annecy              | Mistrzostwa świata juniorów              | rzut młotem | 9. miejsce    |
| 1999 | Bydgoszcz           | Mistrzostwa świata juniorów młodszych    | rzut młotem | srebrny medal |
| 2000 | Santiago            | Mistrzostwa świata juniorów              | rzut młotem | brązowy medal |
| 2001 | Santa Fe            | Igrzyska panamerykańskie juniorów        | rzut młotem | złoty medal   |
| 2001 | Gwatemala           | Mistrzostwa Ameryki Środkowej i Karaibów | rzut młotem | złoty medal   |
| 2003 | Santo Domingo       | Igrzyska panamerykańskie                 | rzut młotem | srebrny medal |
| 2004 | Ateny               | Igrzyska olimpijskie                     | rzut młotem | brązowy medal |
| 2005 | Nassau              | Mistrzostwa Ameryki Środkowej i Karaibów | rzut młotem | srebrny medal |
| 2006 | Cartagena de Indias | Igrzyska Ameryki Środkowej i Karaibów    | rzut młotem | srebrny medal |
| 2007 | Osaka               | Mistrzostwa świata                       | rzut młotem | 11. miejsce   |
| 2008 | Cali                | Mistrzostwa Ameryki Środkowej i Karaibów | rzut młotem | srebrny medal |
| 2012 | Barquisimeto        | Mistrzostwa ibero-amerykańskie           | rzut młotem | 4. miejsce    |

## Rekordy życiowe
- rzut młotem – 73,16 – Ateny 25/08/2004